# Revsudden
Revsudden  är en bebyggelse på östra delen av udden med samma namn i Kalmarsund  i Ryssby socken i Kalmar kommun. Den ligger på halvön Skäggenäs. Bebyggelsen var av SCB klassad som en småort från 1995 till 2020 och som en tätort från 2020.
Härifrån gick färjorna över till Stora Rör på Öland fram till 1972, då Ölandsbron invigdes.
Platsen är välkänd för fågelskådare främst för sina flyttfågelsträck. Ejdersträcket på våren och det mer blandade sträcket på hösten är väldigt spektakulärt. Genom åren har en hel del rariteter setts, bland annat praktejder, alförrädare, vitnackad svärta, tretåig mås, tärnmås, smalnäbbad simsnäppa, bredstjärtad labb och storlabb.

## Befolkningsutveckling
| Befolkningsutvecklingen i Revsudden 1995–2020 | Befolkningsutvecklingen i Revsudden 1995–2020 | Befolkningsutvecklingen i Revsudden 1995–2020 | Befolkningsutvecklingen i Revsudden 1995–2020 | Befolkningsutvecklingen i Revsudden 1995–2020 |
| --------------------------------------------- | --------------------------------------------- | --------------------------------------------- | --------------------------------------------- | --------------------------------------------- |
|                                               |                                               |                                               |                                               |                                               |
| År                                            |                                               |                                               | Folkmängd                                     | Areal (ha)                                    |
| 1995                                          | 1995                                          |                                               | 63                                            | 28#                                           |
| 2000                                          | 2000                                          |                                               | 66                                            | 28#                                           |
| 2005                                          | 2005                                          |                                               | 81                                            | 32#                                           |
| 2010                                          | 2010                                          |                                               | 154                                           | 37#                                           |
| 2015                                          | 2015                                          |                                               | 192                                           | 53#                                           |
| 2020                                          | 2020                                          |                                               | 206                                           | 56                                            |
| Anm.: # Som småort.                           |                                               |                                               |                                               |                                               |